# Maddie & Tae
Maddie & Tae ist eine US-amerikanische Band aus Nashville in Tennessee. Das Duo wird der Country-Musik zugerechnet und steht bei Republic Records und Dot Records unter Vertrag.
Der Name bezieht sich auf die beiden Sängerinnen.

## Geschichte
Madison und Taylor trafen sich im Alter von 15 Jahren durch einen Gesangstrainer, der beide unterrichtete. Sie trafen sich mit Vertretern von Big Machine Records und traten zunächst unter dem Namen „Sweet Aliana“ auf. Nach ihrer Schulzeit zogen die beiden nach Nashville und starteten ihre Musikkarriere. Juni 2014 unterschrieben sie bei Republic Records und Dot Records, beides Töchter von Big Machine.
Ihre erste Single, Girl in a Country Song, erreichte den ersten Platz der Country-Airplay-Charts.
Dieses Lied schrieben sie zusammen mit Aaron Scherz, der neben Dann Huff als Produzent fungierte. Das Lied kritisiert den als Bro-Country bezeichneten Trend der Jahre 2013 und 2014. Typisch für diesen Trend sind Männer als Hauptakteure mit ihren großen Trucks, während weibliche Akteure nur Beiwerk darstellen.
Maddie & Tae ist nach The Wreckers das zweite weibliche Duo, das mit ihrer Debütsingle auf Platz eins der Country-Charts kam.
Ihre zweite Single Fly, die im Januar 2015 veröffentlicht wurde, feierte ihre Premiere in der Tonight Show mit Jimmy Fallon.
Ihr erstes Album Start Here wurde am 28. August 2015 veröffentlicht. Im Oktober 2015 hatten die beiden einen Gastauftritt in der Disney-Serie Das Leben und Riley, wo sie ihr Lied No Place Like You sangen.
Nachdem Dot Records 2017 geschlossen wurde, unterschrieben Maddie & Tae einen Plattenvertrag bei Mercury Nashville, einer weiteren Tochterfirmer von Universal Music.
2018 veröffentlichten sie die Single Friends Don't.

## Mitglieder

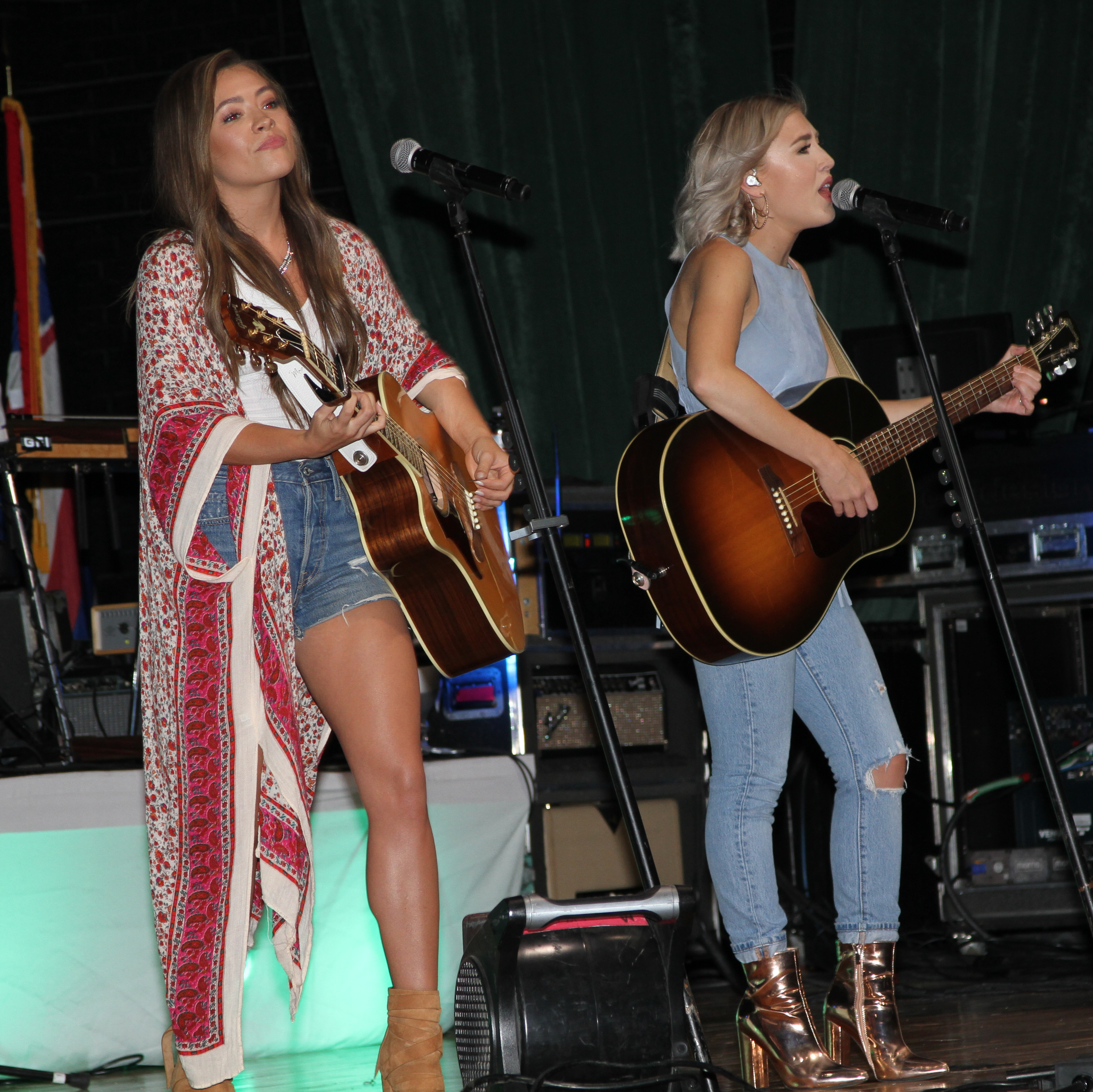
Tae (links) und Maddie auf einem Konzert in Aberdeen (Maryland), 2019

- Madison Kay Marlow (* 7. Juli 1995) aus Sugar Land, Texas[13]
- Taylor Elizabeth „Tae“ Dye (* 18. September 1995) aus Ada, Oklahoma[14]

## Diskografie

### Alben
| Jahr | Titel            | Höchstplatzierung, Gesamtwochen, AuszeichnungChartplatzierungen (Jahr, Titel, Platzierungen, Wochen, Auszeichnungen, Anmerkungen) | Höchstplatzierung, Gesamtwochen, AuszeichnungChartplatzierungen (Jahr, Titel, Platzierungen, Wochen, Auszeichnungen, Anmerkungen) | Anmerkungen                          |
| Jahr | Titel            | US | Country | Anmerkungen                          |
| ---- | ---------------- | --- | --- | ------------------------------------ |
| 2015 | Start Here       | US7 (10 Wo.)US | Country2 (40 Wo.)Country | Erstveröffentlichung: 2. Juni 2015   |
| 2020 | The Way It Feels | US74 Gold · (12 Wo.)US | Country7 (29 Wo.)Country | Erstveröffentlichung: 10. April 2020 |

Weitere Alben:
- 2019: One Heart to Another

### EPs
| Jahr | Titel           | Höchstplatzierung, Gesamtwochen, AuszeichnungChartplatzierungen (Jahr, Titel, Platzierungen, Wochen, Auszeichnungen, Anmerkungen) | Höchstplatzierung, Gesamtwochen, AuszeichnungChartplatzierungen (Jahr, Titel, Platzierungen, Wochen, Auszeichnungen, Anmerkungen) | Anmerkungen                            |
| Jahr | Titel           | US | Country | Anmerkungen                            |
| ---- | --------------- | --- | --- | -------------------------------------- |
| 2014 | Maddie & Tae EP | US164 (1 Wo.)US | Country28 (4 Wo.)Country | Erstveröffentlichung: 4. November 2014 |

### Singles
| Jahr | Titel Album                                  | Höchstplatzierung, Gesamtwochen, AuszeichnungChartplatzierungen (Jahr, Titel, Album, Platzierungen, Wochen, Auszeichnungen, Anmerkungen) | Höchstplatzierung, Gesamtwochen, AuszeichnungChartplatzierungen (Jahr, Titel, Album, Platzierungen, Wochen, Auszeichnungen, Anmerkungen) | Anmerkungen                            |
| Jahr | Titel Album                                  | US | Country | Anmerkungen                            |
| ---- | -------------------------------------------- | --- | --- | -------------------------------------- |
| 2014 | Girl in a Country Song Start Here            | US54 Platin · (20 Wo.)US | Country3 (26 Wo.)Country | Erstveröffentlichung: 15. Juli 2014    |
| 2015 | Fly Start Here                               | US61 Platin · (14 Wo.)US | Country9 (32 Wo.)Country | Erstveröffentlichung: 26. Januar 2015  |
| 2015 | Shut Up And Fish Start Here                  | — | Country30 (18 Wo.)Country | Erstveröffentlichung: 2. November 2015 |
| 2018 | Friends Don’t One Heart to Another           | US— PlatinUS | Country39 (13 Wo.)Country | Erstveröffentlichung: 27. April 2018   |
| 2018 | Die from a Broken Heart One Heart to Another | US22 ×4Vierfachplatin · (25 Wo.)US | Country2 (60 Wo.)Country | Erstveröffentlichung: 19. Oktober 2018 |
| 2022 | Strangers –                                  | — | Country50 (1 Wo.)Country | Erstveröffentlichung: 7. Januar 2022   |

Weitere Singles
- 2016: Sierra

Musikvideos
- 2014: Girl in a Country Song (Regie: TK McKamy)[17]
- 2015: Fly (Regie: Brian Lazzaro)[18]
- 2015: Shut up & Fish (Regie: TK McKamy)[19]
- 2018: Friends Don’t (Regie: TK McKamy)[20]
- 2019: Die From A Broken Heart (Regie: Carlos Ruiz)[21]

## Auszeichnungen und Nominierungen
| Jahr | Preis                            | Kategorie                   | für                    | Ergebnis  |
| ---- | -------------------------------- | --------------------------- | ---------------------- | --------- |
| 2015 | Academy of Country Music Awards  | Gesangsduo                  | Maddie & Tae           | Nominiert |
| 2015 | CMT Music Awards                 | Durchbruch-Musikvideo       | Girl in a Country Song | Nominiert |
| 2015 | CMT Music Awards                 | Musikvideo eines Duos       | Girl in a Country Song | Nominiert |
| 2015 | CMT Music Awards                 | Musikvideo                  | Girl in a Country Song | Nominiert |
| 2015 | ASCAP Country Music Awards       | Am meisten gespieltes Lied  | Girl in a Country Song | Gewonnen  |
| 2015 | Country Music Association Awards | Gesangsduo                  | Maddie & Tae           | Nominiert |
| 2015 | Country Music Association Awards | Neuer Künstler              | Maddie & Tae           | Nominiert |
| 2015 | Country Music Association Awards | Musikvideo                  | Girl in a Country Song | Gewonnen  |
| 2016 | Academy of Country Music         | Neues Duo / Gruppe          | Maddie & Tae           | Nominiert |
| 2016 | Academy of Country Music         | Vocal Duo of the Year       | Maddie & Tae           | Nominiert |
| 2016 | Radio Disney Music Awards        | Bester Country-Künstler/-in | Maddie & Tae           | Gewonnen  |
| 2016 | Radio Disney Music Awards        | Bester Country-Song         | Fly                    | Gewonnen  |